# A modo tuo (Luciano Ligabue)
A modo tuo è un singolo del cantautore italiano Luciano Ligabue, pubblicato il 18 settembre 2015 come terzo estratto dall'album dal vivo Giro del mondo.

## Descrizione
Il brano è stato interamente composto dal cantante nel 2013 originariamente per Elisa, la quale l'ha pubblicata come sesto singolo dal suo album L'anima vola.

## Classifiche
| Classifica (2015) | Posizione massima |
| ----------------- | ----------------- |
| Italia            | 58                |